# Distretto di Karpuzlu
Il distretto di Karpuzlu (in turco Karpuzlu ilçesi) è uno dei distretti della provincia di Aydın, in Turchia.